# Vaale
Vaale er en by og en kommune i det nordlige Tyskland, beliggende i Amt Schenefeld i den nordvestlige del af Kreis Steinburg. Kreis Steinburg ligger i den sydvestlige del af delstaten Slesvig-Holsten.

## Geografi
Vaale ligger omkring 17 km nordvest for Itzehoe ved landesstraße 327 mod Heide. I kommunen ligger ud over Vaale bebyggelserne Kronsaal, Vaalerfeld og Vaalerlandweg.